# Такашима-Мару
Такашима-Мару (Takashima Maru) — транспортне судно, яке під час Другої світової війни взяло участь у операціях японських збройних сил на Соломонових островах.
Такашима-Мару спорудили в 1930 році на верфі Harima Shipbuilding and Engineering у Айой на замовлення компанії Iino Kaiun Kaisha. З 1938-го воно належало Iino Kisen.
26 грудня 1942-го судно було на якірній стоянці Віхем-Анкорідж у східній частині островів Нова Джорджія (між островами Ванггуну та Нггатокає), за сто вісімдесят кілометрів на північний захід від острова Гуадалканал, за який уже п'ятий місяць йшли важкі бої. Цього дня група американських літаків, що включала пікіруючі бомбардувальники SBD «Донтлес», винищувачі F4F «Вайлдкет» та P-38 «Лайтнінг», піднялась з розташованого на Гуадалканалі аеродрому Гендерсон-Філд та атакувала стоянку Віхем, потопивши Такашима-Мару та інше вантажне судно Івамі-мару.